# National Enquirer
Il National Enquirer (a volte abbreviato solamente in Enquirer) è un settimanale statunitense, fondato nel 1926 a New York.

## Filosofia della testata
L'Enquirer ha sempre ammesso apertamente di pagare le proprie fonti per ottenere notizie di scoop e scandali su personaggi famosi, una pratica generalmente malvista dalla stampa mainstream. Nel 1999 venne creato pure un programma televisivo chiamato National Enquirer TV, poi cancellato nel corso del 2001.